# Кархівка
Кархі́вка — село в Україні, у Михайло-Коцюбинській селищній громаді Чернігівського району Чернігівської області. Населення становить 738 осіб. До 2016 орган місцевого самоврядування — Кархівська сільська рада.
Вперше в писемних документах Кархівка згадується в 1712 році.

## Історія
За переказами, село Кархівка виникло у зв'язку з пошуками людьми придатніших умов для життя. Група давніх переселенців опинилася в місцевості біля сучасного села Мньов, а потім пішла на схід і зупинилася над водяним потоком, який впадає в річку Пакульку і хтось з людей «прикархнув». Звідси і пішла назва села Кархівка. За Лазаревським, Корх - це було iм'я осадчого.
Неподалік від села Кархівка знаходилися село Малі Осняки, хутори Шолохівка (козацький хутір), Бриківка, Олесівка. Назви давніх населених пунктів походять від ім'я перших поселенців. У роки столипінщини (початок XX ст.) виник Болотний хутір, жителі якого в роки колективізації переселились до села Кархівка. Давні назви збереглися в куточках села, територія яких можливо вказує на місця розташування перших поселень людей.
Вперше згадується у 1712 р. як Корховка.
За козацьким адміністративно-територіальним устроєм с. Кархівка у 1712—1781 рр. входило до складу Любецької сотні Чернігівського полку. До 1786 р. у складі Пакульської власності Києво-Печерської лаври, а з 1782 р. — Пакульської волості Чернігівського повіту. За переписом 1897 р.-1809 жителів, 289 дворів, церква, земська школа.
До 1917 р.у селі був маєток та економія поміщика Подольського. Землями також у різний час володіли поміщики Калиновський, Посудевський, Яновський, Егермани, Комаровські.
З 1923 р. село — центр Кархівської сільської ради Пакульського, а згодом Козлянського (з 1935 р. М.-Коцюбинського) районів. Від голоду 1933 року померло-138 чоловік. З ліквідацією М.-Коцюбинського району Кархівська сільська рада з 1963 року в складі Чернігівського району.
Репресовані жителі Кархівської громади
Акуленко Кіндрат Львович, 1889 р.н., с. Кархівка Чернігівського р-ну, українець, неписьменний. Проживав у с. Кархівка, одноосібник. Заарештований 16.02.1938 р. За постановою “трійки” при УНКВД по Чернігівській області від 23.04.1938 р. за участь у діяльності антирадянської куркульського угруповання застосована ВМП. Розстріляний 11.05.1938 р. у м. Чернігів. Реабілітований 28.08.1989 р. (Держархів Чернігівської області, ф.Р-8840, оп.3, спр.9046) (РІ, кн.2, с.606).
Бабчинець Михайло Агейович, 21 рік, розстріляний 04.03.1922 р., с. Кархівка, українець, хлібороб (РІ, кн.4, с.575).
Бабчинець Самуїл Авдійович, 22 роки, розстріляний 04.03.1922 р., с. Кархівка, українець, хлібороб (РІ, кн.4, с.575).
Бобок [Бубок] Асон Іванович, с. Кархівка Чернігівського р-ну. Проживав у с. Малі Осняки Пакульської волості Чернігівського повіту, селянин. Заарештований 29.03.1919 р. за висловлювання антирадянських настроїв. Рішення по справі відсутнє. Реабілітований 28.11.1998 р. (Держархів Чернігівської області, ф.Р-4609, оп.1, спр.457) (РІ, кн.3, с.368).
Брика Іван Володимирович, 1887 р.н., с. Кархівка Михайло-Коцюбинського (нині Чернігівського) р-ну, українець, неписьменний. Проживав у с. Кархівка, одноосібник. Заарештований 16.02.1938 р. За постановою “трійки” при УНКВД по Чернігівській області від 23.04.1938 р. за участь у діяльності антирадянського куркульського угрупування застосована ВМП(вища міра покарання - розстріл). Розстріляний 11.05.1938 р. у м. Чернігів. Реабілітований 28.08.1989 р. (Держархів Чернігівської області, ф.Р-8840, оп.3, спр.9046) (РІ, кн.3, с.436).
Брик Василь Пилипович, 1908 р.н., с. Кархівка Михайло-Коцюбинського (нині Чернігівського) р-ну, українець, малописьменний. Проживав у с. Кархівка, одноосібник. Заарештований 09.04.1931 р. за ст.54-10 ч.1 КК УСРР. 25.05.1931 р. справу припинено. Реабілітований 28.02.1996 р. (Держархів Чернігівської області, ф.Р-8840, оп.3, спр.401) (РІ, кн.3, с.436).
Брик [Брика, Брико] Володимир Петрович, 1861 р.н., смт Березна Березнянського (нині Менського) р-ну, українець, неписьменний. Проживав у с. Малі Осняки Пакульської волості Чернігівського повіту, одноосібник. Заарештований 29.03.1919 р. за проведення антирадянської агітації та злісну непокору владі. 28.05.1919 р. взятий на підписку про невиїзд. Рішення по справі відсутнє. Реабілітований 28.11.1998 р. (Держархів Чернігівської області, ф.Р-4609, оп.1, спр.457) (РІ, кн.3, с.435).
Брик Ісак Федорович, 1872 р.н., смт Березна Березнянського (нині Менського ) р-ну, українець, проживав с. Малі Осняки Чернігівського повіту, малописемний, селянин. Заарештований 29.03.1919 р. За проведення антирадянської агітації та злісну непокору владі. Рішення по справі відсутнє. Реабілітований 28.11.1998 р. Чернігівською обласною прокуратурою. (Держархів Чернігівської області, ф.Р-4609, оп.1, спр.457)
Буряк Павло Севастьянович, 1903 р.н., с. Кархівка Козлянського (нині Чернігівського) р-ну, українець, малописьменний. Проживав у с. Кархівка, одноосібник. Заарештований 05.07.1929 р. За вироком Чернігівського окружного суду від 05.07.1929 р. за ст.ст.34 ч. 2, 21 “ж” КК УСРР засуджений до висилки за межі Чернігівської округи до Ізюмської округи на 2 роки. Реабілітований 30.06.1999 р. (Держархів Чернігівської області, ф.Р-328, оп.6, спр.189) (РІ, кн.3, с.456).
Василенко Никифор Іванович, 22 роки, розстріляний 04.03.1922 р., с. Осняки, українець, хлібороб (РІ, кн.4, с.575).
Власенко Дмитро Пилипович, 1875 р.н., смт Березна Березнянського (нині Менського) р-ну, українець, малописьменний. Проживав у с. Малі Осняки Пакульської волості Чернігівського повіту, селянин. Заарештований 29.03.1919 р. за проведення антирадянської агітації. 25.08.1919 р. звільнений на підписку про невиїзд. Рішення по справі відсутнє. Реабілітований 28.11.1998 р. (Держархів Чернігівської області, ф.Р-4609, оп.1, спр.457) (РІ, кн.3, с.529).
Гребенник Антон Якович, 1908 р.н., с. Кархівка Михайло-Коцюбинського (нині Чернігівського) р-ну, українець, освіта початкова. Проживав у с. Кархівка, тракторист. Заарештований 17.10.1943 р. за ст.54-8 КК УРСР. 15.08.1944 р. справу припинено. Реабілітований 14.08.1997 р. (Держархів Чернігівської області, ф.Р-8840, оп.3, спр.4009) (РІ, кн.3, с.456).
Гулей Ганна Андронівна, 1901 р.н., с. Кархівка Чернігівського р-ну, українка, письменна. Проживала у с. Кархівка, домогосподарка. Заарештована 09.04.1931 р. за ст.54-10 ч.1 КК УСРР. 25.05.1931 р. включена в загальну операцію по вилученню куркулів. Реабілітована 28.02.1996 р. (Держархів Чернігівської області, ф.Р-8840, оп.3, спр.401) (РІ, кн.4, с.399).
Гулей Петро Антонович, 1883 р.н. с. Кархівка, Чернігівського району, українець освіта початкова. Проживав у с. Ярославка Бобровицького р-ну, одноосібник.Заарештований 25.10.1930 року. За постановою особливої наради при Колегії ГПУ УРСР від 08.11.1930 року за ст. 54-10 КК УСРС висланий до Північного Краю на 3 роки. Реабілітований 13.07.1989 р. (Держархів Чернігівської області, ф.Р-8840, оп.3, спр.4650).
Демиденко Панас Семенович, 1908 р.н., с. Кархівка, українець, одноосібник, репресований 1937 р., реабілітований 1989 р. (ШК. – 1991. – 25 квітня).
Дем’яненко Іван Антонович, 1908 р.н., с. Мокрі Велички Любецького (нині Ріпкинського) р-ну, українець, освіта початкова. Проживав у с. Кархівка Михайло-Коцюбинського (нині Чернігівського) р-ну, одноосібник. Заарештований 10.08.1937 р. За постановою “трійки” при УНКВД по Чернігівській області від 14.08.1937 р. за проведення контрреволюційної агітації застосована ВМП. Розстріляний 22.08.1937 р. у м. Чернігів. Реабілітований 23.09.1961 р. (Держархів Чернігівської області, ф.Р-8840, оп.3, спр.4807) (РІ, кн.4, с.450).
Жолобецький Мойсей Самійлович, 1900 р.н., с. Кархівка Михайло-Коцюбинського (нині Чернігівського) р-ну, українець, освіта початкова. Проживав у с. Ведильці, рахівник. Заарештований 31.10.1937 р. За постановою “трійки” при УНКВД по Чернігівській області від 17.11.1937 р. За проведення антирадянської агітації ув’язнений до ВТТ на 10 років. Відбував покарання в Амурському залізничному ВТТ. Реабілітований 24.08.1989 р. (Держархів Чернігівської області, ф.Р-8840, оп.3, спр.10422) (РІ, кн.5, с.71).
Жолобецький Самуїл Родіонович, 1879 р.н., с. Кархівка Михайло-Коцюбинського (нині Чернігівського) р-ну, українець, освіта початкова. Проживав у с. Кархівка, колгоспник. За постановою “трійки” при УНКВД по Чернігівській області від 17.11.1937 р. за проведення антирадянської агітації, скерованої на підрив заходів партії, ув’язнений до ВТТ на 10 років. Реабілітований 05.06.1989 р. (Держархів Чернігівської області, ф.Р-8840, оп.3, спр.1845) (РІ, кн.5, с.71).
Кирильченко Іван Миронович, 1862 р.н., с. Малі Осняки Пакульської волості Чернігівського повіту, українець, неписьменний. Проживав у с. Малі Осняки, селянин. Заарештований 29.03.1919 р. за проведення антирадянської агітації. 28.05.1919 р. звільнений на підписку про невиїзд. Рішення по справі відсутнє. На час другого арешту – мешканець с. Кархівка. Заарештований 09.04.1931 р. за ст.54-10 ч.1 КК УСРР. 25.05.1931 р. включений в загальну операцію по вилученню куркулів. Реабілітований 28.11.1998 р., 28.02.1996 р. (Держархів Чернігівської області, ф.Р-4609, оп.1, спр.457; ф.Р-8840. Оп.3, спр.401) (РІ, кн.5, с.288).
Кирильченко Карпо Никифорович, 1906 р.н., с. Кархівка Чернігівського р-ну, українець, неписьменний. Проживав у с. Кархівка, коваль. Заарештований 05.01.1929 р. За вироком Чернігівського окружного суду від 04.11.1929 р. за ст.54-8 КК УСРР засуджений до ВМП. Розстріляний 29.12.1929 р. Реабілітований 30.06.1999 р. (Держархів Чернігівської області, ф.Р-328, оп.6, спр.317) (РІ, кн.5, с.288).
Кирильченко Олександр Данилович, 1925 р.н., с. Кархівка Чернігівського р-ну, українець, освіта початкова. Проживав у с. Кархівка, колгоспник. Заарештований 27.07.1941 р. за ст.54-10 ч.1 КК УРСР. 24.07.1942 р. справу припинено. Реабілітований 25.02.1998 р. (ГДА СБ України, м. Чернігів. – Спр.9994-п) (РІ, кн.5, с.288).
Кирильченко Петро Іванович, 1889 р.н., с. Малі Осняки Пакульської волості Чернігівського повіту, українець, освіта початкова. Проживав у с. Малі Осняки, селянин. Заарештований 29.03.1919 р. за проведення антирадянської агітації. Рішення по справі відсутнє. Реабілітований 28.11.1998 р. (Держархів Чернігівської області, ф.Р-4609, оп.1, спр.457) (РІ, кн.5, с.288).
Клименок Семен Оникійович, 1887 р.н., с. Малі Осняки Пакульської волості Чернігівського повіту, українець, освіта початкова. Проживав у с. Малі Осняки, голова сільвиконкому. Заарештований 29.03.1919 р. за проведення антирадянської агітації. 28.05.1919 р. звільнений на підписку про невиїзд. Рішення по справі відсутнє. Реабілітований 28.11.1998 р. (Держархів Чернігівської області, ф.Р-4609, оп.1, спр.457) (РІ, кн.5, с.323).
Малафєєнко Іван Пилипович, 1909 р.н., с. Кархівка Чернігівського р-ну, українець, письменний. Проживав у с. Кархівка, одноосібник. Заарештований 09.07.1932 р. За постановою особливої наради при Колегії ГПУ УСРР від 26.10.1932 р. за ст.54-10 КК УСРР висланий до Північного краю на 3 роки. Реабілітований 14.06.1989 р. (Держархів Чернігівської області, ф.Р-8840, оп.3, спр.6658) (РІ, кн.6, с.353).
Малафєєнко Пилип Іванович, 1882 р.н., с. Кархівка Чернігівського р-ну, українець, малописьменний. Проживав у с. Кархівка, одноосібник. Заарештований 09.07.1932 р. За постановою особливої наради при Колегії ГПУ УСРР від 26.10.1932 р. за ст.54-10 КК УСРР висланий до Північного краю на 3 роки. Реабілітований 14.06.1989 р. (Держархів Чернігівської області, ф.Р-8840, оп.3, спр.6658) (РІ, кн.6, с.353).
Матюша Михайло Микитович, 1895 р.н., с. Кархівка Чернігівського р-ну, українець, письменний. Проживав у с. Кархівка, голова колгоспу. Заарештований 09.04.1931 р. за ст.54-10 ч.1 КК УСРР. За постановою від 25.05.1931 р. включений в загальну операцію по вилученню куркулів. Реабілітований 28.02.1996 р. (Держархів Чернігівської області, ф.Р-8840, оп.3, спр.401) (РІ, кн.6, с.399).
Носько Максим Петрович, 1897 р.н., с. Малі Осняки Чернігівського повіту, українець, освіта початкова. Проживав у с. Малі Осняки, селянин. Заарештований 30.05.1919 р. за проведення антирадянської агітації. Рішення по справі відсутнє. Реабілітований 28.11.1998 р. Реабілітований 28.02.1996 р. (Держархів Чернігівської області, ф.Р-4609, оп.1, спр.457) (РІ, кн.6, с.581).
Приходько Федір Савелійович, 1903 р.н., с. Кархівка Чернігівського р-ну українець, із селян. Проживав у с. Кархівка, малописьменний, одноосібник. Заарештований 09.04.1931 p. за ст. 54-10 ч. 1 з санкції ст. 54-2 КК УРСР. За постановою від 25.05.1931 р. включений в загальну операцію по вилученню куркулів. Реабілітований 28.02.1996 р. Чернігівським обласним судом (Держархів Чернігівської області, ф. Р-8840, оп.3, спр. 401)
Семирозум Пантелій Дмитрович, 1903 р.н., с. Кархівка, українець, освіта початкова, заарештований 1938 р. за проведення антирадянської агітації серед в’язнів. За постановою «трійки»від 05.05.1938 року застосована ВМП. Помер 20.05. 1938 р.. Реабілітований 11.11.1964 р. Президією Чернігівського обл.. суда (Держархів Чернігівської області, ф.Р-8840, оп.3, спр.7838 (ШК. – 1991. – 25 квітня).
Семирозум Ярема Олексійович, 1914 р.н. с. Кархівка, українець,освіта початкова, колгоспник. Заарештований 09.09.1944 р. за ст. 54-8 КК УРСР. 28.11.1944 р. справу припинено. Реабілітований 23.01.1998 р. Чернігівської обласною прокуратурою. (Держархів Чернігівської області, ф.Р-8840, оп.3, спр.6130)
Соломаха Єлисей Нестерович,1903 р.н. с. Кархівка Михайло-Коцюбинського р-ну. Проживав у с. Леньків Круг Михайло-Коцюбинського р-ну. Освіта початкова, із селян-середняків, голова колгоспу. Заарештований 05.02.1946 p. за ст. 54-3 з санкції ст. 54-2 КК УРСР. За вироком ВТ військ МВД по Чернігівській обл. від 29.06.1946 р. засуджений до позбавлення волі на 8 років  (ГДА СБ України, м. Чернігів. – Спр. 1213-п).
Соломаха Карпо Іванович, 1878 р.н. с. Кархівка, українець, сторож, заарештований 16.02.1938 p. за участь у діяльності антирадянського куркульського угруповання. За постановою «трійки» при УНКВД по Чернігівській обл. від 23.04.1938 р. застосована ВМП. Помер 11.05.1938 р. Реабілітований 28.08.1989 р. Чернігівською обласною прокуратурою. (Держархів Чернігівської області, ф.Р-8840, оп.3, спр.9046)
Соломаха Омелян Тимофійович, 1882 р.н., с. Кархівка, українець, колгоспник, заарештований 16.02.1938 p. за участь у діяльності антирадянського куркульського угруповання. За постановою «трійки» при УНКВД по Чернігівській обл. від 23.04.1938 р. застосована ВМП. Помер 11.05.1938 р. Реабілітований 28.08.1989 р. Чернігівською обласною прокуратурою. (Держархів Чернігівської області, ф.Р-8840, оп.3, спр.9046) (ШК. – 1990. – 1 грудня).
Соломаха Семен Мойсейович, 1891 р.н. с. Кархівка Михайло-Коцюбинського р-ну, із селян-куркулів, українець, малописемний, одноосібник. Заарештований 09.04.1931 p. за ст. 54-10 ч. 1 КК УСРР. За постановою від 25.05.1931 р. включений в загальну операцію по вилученню куркулів. Реабілітований 28.02.1996 р. Чернігівською обласною прокуратурою. (Держархів Чернігівської області, ф.Р-8840, оп.3, спр.401).
Соломаха Тимофій Корнійович, 1880 р.н. с. Кархівка Михайло-Коцюбинського р-ну, із селян-куркулів, українець, малописемний, одноосібник. Заарештований 09.04.1931 p. за ст. 54-10 ч. 1 КК УСРР. За постановою від 25.05.1931 р. включений в загальну операцію по вилученню куркулів. Реабілітований 28.02.1996 р. Чернігівською обласною прокуратурою. (Держархів Чернігівської області, ф.Р-8840, оп.3, спр.401).
Соломаха Тихін Нестерович, 1892 р.н.  с. Кархівка Михайло-Коцюбинського  р-ну. Освіта початкова, із селян-середняків,  тесля. Проживав у м. Чернігів. Заарештований 03.12.1937 p. за ст. 54-11 КК УРСР. За вироком лінійного суду Південно-Західної залізниці від 10.01.1939 р. виправданий. (ГДА СБ України, м. Чернігів. – Спр. 497-п).
Соломаха Яків Павлович, 1873 р.н.  с. Кархівка Михайло-Коцюбинського  р-ну. Неписьменний, із селян, колгоспник. Проживав у с. Кархівка. Заарештований 15.02.1936 p. за ст. 54-10 ч. 1 КК УСРР. За вироком Чернігівського облсуду від 08.03.1936 р. засуджений до позбавлення волі на 3 роки. Реабілітований 05.05.1992 р. Генеральною прокуратурою України.  (ГДА СБ України, м. Чернігів. – Спр. 522-п).
Стародуб Микита Іларіонович, 1913 р.н. с. Кархівка Михайло-Коцюбинського р-ну. Освіта початкова,  із селян, колгоспник. Проживав у с. Кархівка. Заарештований 15.10.1943 p. за ст. 54-8 КК УРСР. 15.08.1944 р. справу припинено. Реабілітований 14.08.1997 р. Чернігівською обласною прокуратурою. (Держархів Чернігівської області, ф.Р-8840, оп.3, спр.4009).
Стародуб Омелян Йосипович, 1879 р.н., с. Кархівка, українець, малописемний, із селян-середняків, одноосібник. Заарештований 03.03.1930 p. за ст. 54-10 КК УСРР.  Заарештований 17.08.1937 p. за проведення контрреволюційної агітації. За постановою «трійки» при УНКВД по Чернігівській обл. від 22.08.1937 р. ув'язнений до ВТТ на 10 років. Реабілітований 29.05.1989 р. Чернігівською обласною прокуратурою, 28.04.1989 р. Чернігівською обласною прокуратурою (Держархів Чернігівської області, ф.Р-8840, оп.3, спр. 5162, 1709) (ШК. – 1990. – 1 грудня).
Триголов Савва Ісакович, 17 років, розстріляний 04.03.1922 р., с. Кархівка, українець, хлібороб (РІ, кн.4, с.575).
Фурс Мойсій Омелянович, 1874 р.н., с. Кархівка, українець, селянин, неписьменний, одноосібник. Заарештований 05.05.1932 p. за ст. 54-10 КК УСРР.  За постановою особливої наради при Колегії ГПУ УСРР від 03.11.1932 р. висланий до Північного краю на 3 роки умовно. Реабілітований 17.07.1989 р. Чернігівською обласною прокуратурою (Держархів Чернігівської області, ф. Р-8840, оп.3, спр. 6296) (ШК. – 1991. – 25 квітня).
Шолох Василь Григорович, 1905 р.н., с. Кархівка, українець, із козаків, малописьменний, одноосібник. Заарештований 09.04.1931 p. за ст. 54-10 ч. 1 КК УСРР. За постановою від 25.05.1931 р. включений в загальну операцію по вилученню куркулів. Реабілітований 28.02.1996 р. Чернігівською обласною прокуратурою. (Держархів Чернігівської області, ф.Р-8840, оп.3, спр.401).
Шолох Григорій Андрійович, 1884 р.н. с. Кархівка, українець, із козаків, малописьменний, одноосібник. Заарештований 09.04.1931 p. за ст. 54-10 ч. 1 КК УСРР. За постановою від 25.05.1931 р. включений в загальну операцію по вилученню куркулів. Реабілітований 28.02.1996 р. Чернігівською обласною прокуратурою. (Держархів Чернігівської області, ф.Р-8840, оп.3, спр.401).
Шолох Єфрем Павлович, с. Кархівка, українець, селянин, неписьменний, одноосібник. Заарештований 29.03.1919 p. за проведення антирадянської агітації. Рішення по справі відсутнє. Реабілітований 28.11.1998 р. Чернігівською обласною прокуратурою. (Держархів Чернігівської області, ф. Р-4609, оп.1, спр. 457).
Шолох Єфрем Тарасович, 1879 р.н., с. Кархівка, українець, неписьменний, робітник торфорозробки. Заарештований 18.08.1937 p. за проведення антирадянської агітації. За постановою «трійки» при УНКВД по Чернігівській обл. від 25.08.1937 р. ув'язнений до ВТТ на 10 років. Реабілітований 05.06.1989 р. Чернігівською обласною прокуратурою. (Держархів Чернігівської області, ф.Р-8840, оп.3, спр.1488). (ШК. – 1990. – 1 грудня).
Шолох Іван Мойсейович, 1868 р.н., с. Кархівка, українець, селянин, неписьменний, одноосібник. Заарештований 13.03.1932 p. за ст. 54-10 КК УСРР. 22.03.1932 р. справу припинено. Реабілітований 18.12.1997 р. Чернігівською обласною прокуратурою. (Держархів Чернігівської області, ф.Р-8840, оп.3, спр.6774).
Шолох Іван Олександрович, 1867 р.н., с. Малі Осняки Чернігівського повіту, українець, із козаків, малописьменний, одноосібник. Заарештований 29.03.1919 p. за проведення антирадянської агітації. Рішення по справі відсутнє. Заарештований 09.04.1931 p. за ст. 54-10 ч. 1 КК УСРР. За постановою від 25.05.1931 р. включений в загальну операцію по вилученню куркулі. Реабілітований 28.11.1998 р. Чернігівською обласною прокуратурою, 28.02.1996 р. Чернігівською обласною прокуратурою. (Держархів Чернігівської області, ф. Р-4609, оп.1, спр. 457, Держархів Чернігівської області, ф. Р-8840, оп.3, спр. 401).
Шолох Іван Опанасович, 1920 р.н. с. Кархівка Михайло-Коцюбинського р-ну, українець, із селян, освіта середня, червоноармієць. Заарештований 13.03.1943 p. за ст.ст. 58-1 «б», 58-11 КК РРФСР. За вироком ВТ 381 сд від 26.03.1943 р. засуджений до ВМП. За постановою Президії ВР СРСР від 15.05.1943 р. вирок змінено, засуджений до позбавлення волі на 10 років. Реабілітований 13.12.1995 р. Головною військовою прокуратурою РФ. (ГДА СБ України, м. Чернігів. – Спр. 17244-п).
Шолох Кирило Никифорович, 1869 р.н., с. Малі Осняки Чернігівського повіту, українець,  малописьменний, селянин. Заарештований 29.03.1919 p. за проведення антирадянської агітації. Рішення по справі відсутнє. Реабілітований 28.11.1998 р. Чернігівською обласною прокуратурою. (Держархів Чернігівської області, ф. Р-4609, оп.1, спр. 457).
Шолох Леонтій Харитонович, 1879 р.н. с. Малі Осняки Чернігівського повіту, українець,  неписьменний, селянин. Заарештований 29.03.1919 p. за проведення антирадянської агітації. Рішення по справі відсутнє. Реабілітований 28.11.1998 р. Чернігівською обласною прокуратурою. (Держархів Чернігівської області, ф. Р-4609, оп.1, спр. 457).
Шолох Максим Васильович, 1893 р.н., с. Кархівка, українець, із селян-куркулів, освіта початкова, без постійного місця проживання і певних занять. Заарештований 14.10.1937 p. за проведення антирадянської агітації За постановою «трійки» при УНКВД по Чернігівській обл. від 21.10.1937 р. ув'язнений до ВТТ на 10 років. Реабілітований 21.08.1989 р. Чернігівською обласною прокуратурою (Держархів Чернігівської області, ф.Р-8840, оп.3, спр.10620).(ШК. – 1990. – 1 грудня).
Шолох Никифор Ігнатович, 1862 с. Малі Осняки Чернігівського повіту,  українець,  неписьменний, селянин. Заарештований 29.03.1919 p. за проведення антирадянської агітації. Рішення по справі відсутнє. Реабілітований 28.11.1998 р. Чернігівською обласною прокуратурою. (Держархів Чернігівської області, ф. Р-4609, оп.1, спр. 457).
Шолох Оникій Олександрович, 1877 р.н. с. Малі Осняки Чернігівського повіту, українець,  освіта початкова, селянин. Заарештований 29.03.1919 p. за проведення антирадянської агітації. Рішення по справі відсутнє. Реабілітований 28.11.1998 р. Чернігівською обласною прокуратурою. (Держархів Чернігівської області, ф. Р-4609, оп.1, спр. 457).
Шолох Степан Трохимович, 1881 р.н. с. Малі Осняки Чернігівського повіту, українець,  неписьменний, селянин. Заарештований 29.03.1919 p. за проведення антирадянської агітації. Рішення по справі відсутнє. Реабілітований 28.11.1998 р. Чернігівською обласною прокуратурою. (Держархів Чернігівської області, ф. Р-4609, оп.1, спр. 457).
Шолох Федот Юхимович, 1882 р.н. с. Малі Осняки Чернігівського повіту,  українець,  освіта початкова, селянин. Заарештований 29.03.1919 p. за проведення антирадянської агітації. Рішення по справі відсутнє. Реабілітований 28.11.1998 р. Чернігівською обласною прокуратурою. (Держархів Чернігівської області, ф. Р-4609, оп.1, спр. 457).
Шолох Харитон Петрович, 1852 р.н. с. Малі Осняки Чернігівського повіту,  українець,  малописьменний, селянин. Заарештований 29.03.1919 p. за проведення антирадянської агітації. Рішення по справі відсутнє. Реабілітований 28.11.1998 р. Чернігівською обласною прокуратурою. (Держархів Чернігівської області, ф. Р-4609, оп.1, спр. 457).
Шолох Юхим Онисимович, 1889 р.н.  с. Малі Осняки Чернігівського повіту,  українець, малописьменний, селянин. Заарештований 29.03.1919 p. за проведення антирадянської агітації. Рішення по справі відсутнє. Реабілітований 28.11.1998 р. Чернігівською обласною прокуратурою. (Держархів Чернігівської області, ф. Р-4609, оп.1, спр. 457).
Шпак Арсентій Абрамович, 1895 р.н., с. Кархівка, українець, заарештований 12.01.1941 р., засуджений 23.04.1941 р. судовою колегією Верховного Суду Комі АРСР за ст.58-10 ч.2 УК РРФСР до вищої міри покарання. Визначенням Верховного Суду СРСР від 24.06.1942 р. вища міра покарання замінена на 10 років позбавленя волі та 5 років поразки в правах (Источник: Книга памяти Республики Коми, інтернет-сайт).
Якушев Василь Митрофанович, 1889 р.н., с. Бучки Грем'яцького (нині Новгород-Сіверського) р-ну, українець, освіта середня, священник проживав у с. Кархівка. Заарештований 03.03.1930 p. за ст. 54-10 КК УСРР. За постановою особливої наради при Колегії ГПУ УСРР від 15.05.1930 р. висланий до Північного краю на 3 роки. Реабілітований 28.04.1989 р. Чернігівською обласною прокуратурою. (Держархів Чернігівської області, ф. Р-8840, оп.3, спр. 5162) (ШК. – 1990. – 1 грудня).
1973 р.-692 двори і 1854 жителі.
12 червня 2020 року, відповідно до розпорядження Кабінету Міністрів України № 730-р «Про визначення адміністративних центрів та затвердження територій територіальних громад Чернігівської області», увійшло до складу Михайло-Коцюбинської селищної громади.
19 липня 2020 року, в результаті адміністративно-територіальної реформи та ліквідації Чернігівського району (1923—2020) Чернігівської області, увійшло до складу новоутвореного Чернігівського району.

## Населення

### Мова
Розподіл населення за рідною мовою за даними :
| Мова       | Кількість | Відсоток |
| ---------- | --------- | -------- |
| українська | 922       | 99.14%   |
| російська  | 7         | 0.75%    |
| білоруська | 1         | 0.11%    |
| Усього     | 930       | 100%     |